# الشعر العربي في العصر العثماني
مر الشعر العربي في العصر العثماني في أطوار من الصعود ومن الهبوط. ثم كَثُرَ الذين تعلّموا اللغتين التركية والفارسية من العرب، فدخل من أجل ذلك على اللغة العربية نفسها خصائص جديدةٌ وتسرّب إلى الشعر العربي أشياءُ من الخيال والتعبير التركي، فكان ذلك عنصرَ قوةٍ عند الأدباء الكبار، أو عنصر ضعفٍ عند غيرهم. ثم اتّسعت دائرة الأدب العربي إلى بلاد الأناضول وبدأ الأتراكُ العثمانيون ينظمون الشعر العربي ويكتبون النثر العربي مثل العرب الذين كانوا معاصرين لهم. فبعد الفتح العثماني للشام ومصر في 1516 زاد اهتمام الأتراك العثمانيين بالأدب العربي شعرًا ونثرًا. فكَثُر الأدباء والشعراء كُثرةً كبيرةً، ونفرًا من سلاطين آل عثمان قد عرفوا العربية، ومنهم من نَظَمَ فيها شعرًا أيضا. وقد تأثرت اللغة التركية العثمانية بالعربية والفارسية وآدابهما، وأخذت منها كلمات كثيرة، كما حذا الشعراء الأتراك العثمانيون حذو الشعراء الفرس والعرب، وقلدوهم في منظوماتهم الشعرية بمختلف أنواعها. وفي العصر العثماني، ظهر الأدباء الذين يجمعون بين الشعر والنثر جريًا على السنن المألوف في العصر المملوكي الذي سبقه. ولم يقتصر الأمر عند الأدباء، وإنما الشاعر الموهوب.
ثم نشأت النهضة العربية في القرن التاسع عشر بفنون وأغراض إنسانية لم تكن معروفة من قبل.

## فنون شعرية
إن العصر العثماني شهد تطورًا في الشعر العربي، وأن الشعراء في هذا العصر لم يقتصروا على المعاني والأغراض التقليدية، وإنما أدخلوا بعض الاتجاهات الجديدة في صنع الألغاز والأحاجي والمعيات، حتى أصبح لكل فن منها استعماله الخاص وأسلوبه المميز. ثم انتشر فن التأريخ في الشعر والنثر العربي في العصر العثماني، وكانوا يساهمون في هذا الباب، فلكل حادث تأريخ في آخر شطر من القصيدة، ولكل علم تأريخ، ولكل اسم اصطلاح يؤرخ بحسب الحروف، وما تعادل من الأرقام مما هو مأثور في الأبجدية العربية، والمعروف بحساب الجمل.
وظهر تيارات شعرية جديدة، بعضها كان ثمرة تطور لأغراض سابقة، أو كان ابتكارًا لأغراض مستحدثة اقتضها الحياة الجديدة. وتطورت المدائح النبوية، وظهرت البديعيات، وبلغت القصائد الصوفية قمة نضجها الفني، يضاف إلى ذلك كثرة الفنون المستحدثة في هذا العصر، وخاصة الموشحات والمواليات والدوبيتات وغيرها. وهناك تطورات في الشعر شملت الأغراض، والمعاني، والأساليب، والفنون المستحدثة.

### فهرس المراجع
1. 1 2  عمر فروخ (1985)، ج1. ص.7
2. ↑  عمر فروخ (1985)، ج2. ص.17
3. ↑  عمرو موسى باشا (1989)، ص.39
4. 1 2  عمرو موسى باشا (1989)، ص.77
5. ↑  عمرو موسى باشا (1989)، ص.78
6. ↑  عمرو موسى باشا (1989)، ص.85

### معلومات المراجع
- عمر فروخ (1985). معالم الأدب العربي في العصر الحديث (ط. الأولى). بيروت، لبنان: دار العلم للملايين. ج. مجلدين.
- عمرو موسى باشا (1989). تاريخ الأدب العربي:العصر العثماني (ط. الأولى). بيروت، لبنان: دار الفكر المعاصر.
- نبيل خالد أبو علي (2007). الأدب العربي بين عصرين المملوكي والعثماني (ط. الأولى). غزة، فلسطين: دار المقداد.